# Тражи и уништи
Епизода Тражи и уништи је 4. епизода 1. сезоне серије "МЗИС: Лос Анђелес". Премијерно је приказана 13. октобра 2009. године на каналу ЦБС.

## Опис
Сценарио за епизоду је писао Гил Грант, а режирао ју је Стив Бојам.
Ментално нестабилан Ирачанин и ратни ветеран долази у ЛА и његови поступци покрећу низ убистава. Док екипа тражи бившег војника, лично сигурносно предузеће са својим смртнонсним подсетником ускаче и ремети случај.
У овој епизоди се појављује директор Леон Венс. 

## Ликови

### Из серијеМЗИС: Лос Анђелес
- Крис О’Донел као Гриша Кален
- Питер Камбор као Нејт Гејц
- Данијела Руа као Кензи Блај
- Адам Џамал Крег као Доминик Вејл
- Линда Хант као Хенријета Ленг
- Џејмс Тод Смит као Семјуел Хана
- Берет Фоа као Ерик Бил

### Из серијеМЗИС
- Роки Керол као Леон Венс